# ウェイン・ラウトリッジ
ウェイン・ネヴィル・アンソニー・ラウトリッジ（Wayne Neville Anthony Routledge、1985年1月7日 - ）は、イングランド・ロンドンベクスリー区出身の元プロサッカー選手。現役時代のポジションは、ミッドフィールダー。

## 経歴
クリスタル・パレスFCの下部組織出身。2002年9月にトップチームデビューを果たすと、2005年夏にトッテナム・ホットスパーFCに引き抜かれた。しかしトッテナムでは出場機会が得られず、ポーツマスFCとフラムFCへの期限付き移籍で過ごした。
2008年1月、アストン・ヴィラFCに完全移籍。トッテナムでの出場記録はわずか5試合に終わった。しかしアストン・ヴィラでも出場機会の確保に苦戦し、2試合しか出場できなかった。チャンピオンシップのカーディフ・シティFCへの期限付き移籍を挟み、2019年1月に同じくチャンピオンシップのクイーンズ・パーク・レンジャーズFCに完全移籍した。
2010年1月、ニューカッスル・ユナイテッドFCに移籍。2009-10シーズンのチャンピオンシップ優勝とプレミアリーグ昇格に貢献した。2011年1月、古巣QPRに期限付き移籍で復帰。
2011年4月にニューカッスルとの契約を解除し、スウォンジー・シティFCに加入した。スウォンジーでは在籍10シーズンで公式戦250試合以上に出場した。2021年10月、現役引退を表明した。

## タイトル

### クラブ
ニューカッスル
- フットボールリーグ・チャンピオンシップ: 2009–10[4]

QPR
- フットボールリーグ・チャンピオンシップ: 2010–11[5]

スウォンジー
- フットボールリーグカップ: 2012–13[5]